# Robert Peters Napper
Robert Peters Napper (Newport, 1819-1867) fou un fotògraf anglès.
Napper va viatjar per Espanya entre 1861 i 1864, i va documentar la península Ibèrica treballant com a fotògraf per a Francis Frith. La majoria d'aquestes imatges van ser comercialitzades per l'empresa de Frith, amb la qual va trencar la relació cap a mitjan any 1864. Napper va dedicar una atenció molt especial a Andalusia, sobre la qual va editar l'àlbum «Views in Andalusia». Les representacions de figures humanes de Napper mereixen una atenció especial, ja que va ser un dels primers a presentar-les de forma realista, i no com a visions romàntiques.